# Maussans
Maussans település Franciaországban, Haute-Saône megyében. Lakosainak száma 56 fő (2022. január 1.). Maussans Besnans, Avilley, Ollans, Larians-et-Munans, Loulans-Verchamp és Montbozon községekkel határos.

## Népesség
A település népességének változása:
| Lakosok száma | 66   | 67   | 68   | 67   | 64   | 62   | 59   | 58   | 56   |
|               | 2013 | 2015 | 2016 | 2017 | 2018 | 2019 | 2020 | 2021 | 2022 |